# Wadi Watir
Wadi Watir (arab. وادى وتير) – dolina (wadi) na półwyspie Synaj w muhafazie Synaj Południowy w Egipcie. Położona na zachód od czerwonomorskiej Zatoki Akaba. Jej ujście znajduje się w nadmorskiej miejscowości Nuwajbi.